# Gaio Asinio Pollione
Gaio Asinio Pollione (in latino Caius Asinius Pollio; Teate, 76 a.C. – Tusculum, 5) è stato un politico, oratore e storico romano.

## Biografia
Figlio di una ricca famiglia di Teate - l'attuale Chieti -, nacque probabilmente in questa località. Indizi in favore di una sua nascita teatina sono vari, benché si sia congetturato che Asinio vedesse la luce a Roma. Un passo di Velleio Patercolo, in cui Pollione è incluso tra gli homines novi, al pari di Mario e Cicerone, «che il popolo romano trasse al sommo degli onori», è stato addotto in favore di questa ipotesi. Tuttavia, con un'analisi più approfondita si può anche ravvisare come l'accostamento a Mario e Cicerone, nati fuori Roma, sia significativo in un altro senso: per analogia, nemmeno Asinio Pollione sarebbe nato nell'Urbe. In ogni caso, è certo che la sua formazione avvenne nella città capitolina.
Fu un seguace di Giulio Cesare, per il quale combatté a Farsalo, a Tapso e a Munda. Dopo le idi di marzo e l'uccisione di Cesare, si recò in Spagna a combattere contro Sesto Pompeo. Intanto, aveva stretto un duraturo legame di amicizia con Marco Antonio e questi, quando venne sconfitto dalla coalizione dei cesariani moderati Aulo Irzio e Gaio Vibio Pansa con il giovane Cesare Ottaviano nella guerra di Modena, ripiegò verso ovest e trovò aiuto e sostegno proprio da Asinio Pollione in Gallia Transalpina. Con Antonio e con Lepido, Pollione scese in Gallia Cisalpina, dove venne a costituirsi il secondo triumvirato, nel quale ripose notevoli speranze – schierandosi in favore di Antonio –, presto tradite dalla guerra di Perugia.
A Perugia, nel 41, le sue truppe rimasero neutrali: Pollione era profondamente deluso dalla nuova situazione di ostilità che contrapponeva Ottaviano ad Antonio. Il conflitto arrise al primo, ma, benché Pollione venisse sollecitato a schierarsi con il futuro imperatore, si mantenne fedele ad Antonio. Nel 40 a.C. fu eletto console, ma poté entrare in carica solo dopo la stipula della pace di Brindisi, nell'autunno di quell'anno, ai cui accordi è probabile che abbia preso parte attiva. Nel frattempo gli era nato un figlio, Gaio Asinio Gallo: il cognomen Gallo fa supporre che il padre si trovasse ancora in Gallia Cisalpina al momento della sua nascita.
L'anno successivo Asinio Pollione fu proconsole della provincia romana di Macedonia, dove condusse una vittoriosa campagna militare contro la popolazione illirica dei Partini, tanto da meritarsi un trionfo il 28 ottobre dello stesso 39 a.C. Secondo invece altri scrittori latini, le operazioni furono condotte contro i Delmatae, ai quali alla fine della guerra vennero confiscate armi, greggi e terre, e Pollione ottenne il titolo vittorioso di Delmaticus. Peraltro John Joseph Wilkes non crede che Pollione possa aver combattuto contro i Delmatae, in quanto si trovavano troppo lontani dalla provincia di Macedonia, appartenente alla sfera di influenza di Marco Antonio, mentre era molto più vicino l'Illirico, di pertinenza di Ottaviano.
La città di Chieti ha intitolato a Pollione l'antica via degli Orefici, un premio culturale in sua memoria, e infine gli è stato dipinto un ritratto per il sipario del locale teatro Marrucino. Una leggenda popolare vuole che Pollione avesse una villa patrizia nella Chieti romana (Teate), pressappoco nell'area dove oggi sorge il palazzo delle Poste.

## Opere
Nonostante fosse in corrispondenza con Cicerone e nonostante presentasse al celebre oratore l'amico Cornelio Gallo, non provava simpatia per l'Arpinate, da cui lo dividevano opinioni politiche contrastanti. Strinse invece «rapporti di poetica fraternità» con Virgilio, conosciuto probabilmente nel circolo dei neoteroi, che annoverava tra le sue personalità un'altra conoscenza di Pollione, Catullo. Attorno al 41 il letterato teatino riuscì inoltre a intercedere presso Ottaviano perché a Virgilio fosse restituita la proprietà paterna. Per quanto la data esatta in cui Pollione conobbe il poeta mantovano non sia determinabile, va certamente collocata dopo che Virgilio aveva completato la propria formazione tra Cremona, Milano e Roma. L'intercessione in favore della sua proprietà paterna si inserisce nel contesto dell'esproprio di terre da concedere ai veterani, dopo la battaglia di Filippi, a scapito dei loro possessori. Grazie all'aiuto di Pollione e verosimilmente degli altri suoi amici Alfeno Varo e Cornelio Gallo, Virgilio si salvò dall'espropriazione.
Ritiratosi dalla vita politica, mantenne durante il principato di Augusto una posizione di notevole indipendenza. La sua popolarità e il suo successo trovarono una conferma nelle opere di Virgilio, che ad Asinio Pollione dedicò le Egloghe III, IV e VIII. Inoltre, con Asinio Gallo, figlio di Pollione, potrebbe essere identificato il Puer divino, portatore della nuova età dell'oro, "profetizzato" da Virgilio nell'Egloga IV.
Nel 39 a.C. Pollione creò per primo una biblioteca pubblica, tenne esposta una collezione d'opere d'arte greche, restaurò in forme grandiose l'Atrium Libertatis a Roma e introdusse la pratica delle recitationes, ovvero della lettura in pubblico, in apposite sale, di scritti in prosa e poesia.
Dopo il 39 la scena politica non lo vide più in primo piano. Deluso nelle sue ambizioni e scoraggiato dal fallimento del secondo triumvirato, Pollione riversò nei suoi scritti tutta la propria acredine, confermandosi su posizioni anticiceroniane. Si era ritirato a vita privata dopo i trionfi militari e le vicende che lo avevano portato anche in Africa e in Spagna. Benché fosse uscito quasi sempre vincitore nelle battaglie e guerre intraprese dai Romani, Pollione raggiunse fama ancora maggiore come uomo di cultura. Grande ed erudito oratore, era secondo solo a Cicerone. E se come letterato in un primo momento Virgilio negò a Pollione la sua amicizia, beffeggiandolo dopo che aveva scritto carmi licenziosi, in seguito le sue tragedie furono lodate dallo stesso poeta e con lui da Orazio e Tacito.
La sua opera più importante furono le Storie in 17 libri, andate perdute, a scrivere le quali aveva certo dedicato gran parte della vita. Descrivevano le guerre civili che avevano dilaniato il popolo romano fra il primo triumvirato e la battaglia di Filippi, e furono citate da Appiano, Svetonio e Plutarco.
La sua scomparsa dalla scena pubblica coincide con il silenzio virgiliano; il futuro autore dell'Eneide non lo menziona più, concedendo invece grande spazio a Cornelio Gallo, celebrato ripetutamente nelle Georgiche. Orazio, invece, dedica a Pollione la prima ode del secondo libro, fornendo una testimonianza della sua attività letteraria coeva: la sua poesia tragica viene esaltata – ribadendo un giudizio già formulato da Virgilio e dallo stesso Orazio –, la sua eccellenza oratoria affermata e il punto di partenza della sua storiografia, il 60 a. C., definito.
Giovanni Ponticelli rappresentò il suo trionfo sul sipario del Teatro Marrucino di Chieti.
Di Gaio Asinio Pollione tratta anche Robert Graves nell'opera Io, Claudio. Nel capitolo IX è infatti riportata una gustosa diatriba con l'amico Tito Livio sulla storiografia in presenza del giovane Tiberio Claudio Cesare Augusto Germanico, futuro imperatore romano, e di Sulpicio, tenutario della biblioteca ove si svolse l'azione.